# Sympiesis qinghaiensis
Sympiesis qinghaiensis är en stekelart som beskrevs av Yin-Xia Liao 1987. Sympiesis qinghaiensis ingår i släktet Sympiesis och familjen finglanssteklar. Inga underarter finns listade i Catalogue of Life.